# L'Hermitage-Lorge
L'Hermitage-Lorge is een plaats en voormalige gemeente in het Franse departement Côtes-d'Armor in de regio Bretagne. De plaats maakt deel uit van het arrondissement Saint-Brieuc.

## Geschiedenis
De gemeente maakte deel uit van het kanton Plœuc-sur-Lié totdat dit op 22 maart 2015 werd opgeheven en de gemeente werd opgenomen in het op die dag gevormde kanton Plaintel, net als de gemeente Plœuc-sur-Lié zelf, waarmee L'Hermitage-Lorge op 1 januari 2016 fuseerde tot de commune nouvelle Plœuc-L'Hermitage. 

## Geografie
De oppervlakte van L'Hermitage-Lorge bedraagt 37,1 km².
De onderstaande kaart toont de ligging van L'Hermitage-Lorge met de belangrijkste infrastructuur en aangrenzende gemeenten.

## Demografie
Onderstaande figuur toont het verloop van het inwonertal.